# Protitorpédová obšívka

Schematický průřez jedním z možných řešení protitorpédové obšívky. Vnější část je plná vody a vnitřní část, oddělená přepážkou, je naplněna vzduchem. Příčné přepážky brání zatopení celé obšívky při poškození výbuchem. Vnitřní trup lodi je oddělený. Tmavě šedá znázorňuje samotný pancéřový pás lodi, který zasahuje jen mírně pod čáru ponoru.

Protitorpédová obšívka je způsob pasivní ochrany proti útoku torpédy, která byla využívána především u bitevních lodí v období první a druhé světové války.
Výduť je boční oddělení, umístěné pod čarou ponoru na boku lodi, které je ale od vlastního trupu lodě oddělené. Část výdutě byla naplněna vodou a část vzduchem. Teoreticky měl výbuch torpéda narušit protitorpédovou výduť. Část naplněná vzduchem by se pak naplnila vodou z narušené vnější části a přitom absorbovala tlakovou vlnu společně s úlomky poškozené konstrukce, aby samotný trup lodi zůstal neporušený. Protitorpédová přepážka byla také rozdělena příčnými přepážkami na jednotlivá oddělení, aby při případném zásahu torpédem byla zatopena jen její část.
Koncepce protitorpédové obšívky byla vyvinuta britským konstruktérem Eustace Tennyson-D'Eyncourtem, který protitorpédovou obšívku nechal v roce 1914 použít při přestavbě čtyř z chráněných křížníků třídy Edgar. Tyto křižníky byly používány pro dělostřeleckou podporu pěchoty a proto byly vystaveny útokům ponorek a torpédových člunů. Grafton byl torpédován v roce 1917, ale poškození se omezilo na protitorpédovou výduť a loď v pořádku doplula do přístavu. Edgar byl zasažen torpédem v roce 1918 a poškození se omezilo na promáčknutí vlastního trupu lodi.
Všechny nové válečné lodě Royal Navy dostaly od roku 1914 protitorpédovou obšívku. Poprvé byla použita u bitevních lodí třídy Revenge. U starších lodí byly protitorpédová obšívka namontována v průběhu modernizací a to především při rozsáhlých modernizacích lodí, které byly ponechány ve stavu námořnictev v době moratoria stavby nových plavidel po Washingtonské konferenci.
Royal Navy také používala řadu monitorů, které měly enormně rozměrné protitorpédové obšívky. Terror tak byl schopen přežít zásah třemi torpédy a Erebus přímý zásah dálkově ovládaným výbušným člunem.
Konstrukce protitorpédových obšívek se časem zlepšovala a komplikovala. Jak se obšívky zvětšovaly, narůstal jejich podíl na výtlaku a šířce lodi, což omezovalo její rychlost. Proto byly ve 20. a 30. letech vyvíjeny nové typy plochých, anebo do samotného trupu zabudovaných obšívek. Obšívka přestala být používána ve 30. letech, kdy byla nahrazena jinými řešeními protitorpédové ochrany, integrovanými přímo do konstrukce trupu lodi. Byly ale stále používány při modernizaci starších lodí, jak tomu bylo například u bitevního křižníku HMS Renown, nebo USS Enterprise.